# Kropka nad ypsylonem
Kropka nad ypsylonem – poemat autorstwa Edwarda Stachury, powstały w 1975 roku. Po raz pierwszy został opublikowany pod koniec 1975 roku w 12. numerze „Twórczości”.
Utwór jest buntem pisarza wobec społeczeństwa, któremu Edward Stachura zarzuca obojętność oraz brak zdolności widzenia rzeczy istotnych, takich jak piękno świata oraz wartość życia. W poemacie autor wznosi wartość indywidualizmu nad przeciętność, dlatego prosi, aby skończono tłamszenie jednostek wybijających się ponad obowiązujące schematy.
Formuła poematu ma charakter groteski, jednak przy jego pomocy Edward Stachura ukazuje sposób postrzegania świata. W dziele podmiot liryczny jest outsiderem, który zdaje sobie sprawę z istnienia zła oraz z własnej wyjątkowości. Gardzi tłumem – zarzuca ludziom brak empatii i wrażliwości, jednocześnie będąc skazanym na odosobnienie.
Główna postać poematu i zarazem największy wróg narratora to Schemat. Cały utwór przeplata jak refren dwuwiersz:

pomóż wspomóż dopomóż wyjątku czuły
odeprzeć tłumne armie reguły